# Жежер Марія Іванівна
Марія Іванівна Жежер (нар. 22 травня 1961, c. Ягільниця, Україна) — українська спеціалістка у галузі конярства, спортсменка. Кандидат у майстри спорту.

## Життєпис
Марія Жежер народилася 22 травня 1961 в селі Ягільниця Чортківського району Тернопільської області України.
Закінчила сільськогосподарський технікум у м. Копичинці Гусятинського району (1979), Київську сільськогосподарську академію (1984, нині Національний університет біоресурсів і природокористування України). Випускниця кафедри конярства та кіннозаводства.
Працює на Ягільницькому кінному заводі. Технік із племзаписів, головний зоотехнік-селекціонер, головний зоотехнік.
Від 1978 — учасниця представлення спортивних коней кінного заводу на ВДНГ у Києві.

## Нагороди
Призерка всеукраїнських та регіональних скачок на жеребці «Плот» — чемпіоні 22 олімпійських ігор[джерело?] (1980, Москва, нині РФ). Галузеві нагороди та інші.

## Праці
- ПЛР-діагностика важкого комбінованого імунодефіциту (SCID) у коней / Ю. Ф. Куриленко, С. О. Костенко, О. В. Дубін, М. І. Жежер // Біологія тварин. — 2013. — Т. 15, № 3. — С. 49-53.